# Округ Клеј (Минесота)
Округ Клеј (енгл. Clay County) је округ у америчкој савезној држави Минесота.

## Демографија
По попису из 2010. године број становника је 58.999, што је 7.77 (15,2%) становника више него 2000. године.
| Група             | 2000.          | 2010.          |
| Белци             | 47.330 (92,4%) | 53.434 (90,6%) |
| Афроамериканци    | 268 (0,5%)     | 842 (1,4%)     |
| Азијати           | 449 (0,9%)     | 846 (1,4%)     |
| Хиспаноамериканци | 1.872 (3,7%)   | 2.056 (3,5%)   |
| Укупно            | 51.229         | 58.999         |